# 坪井善勝

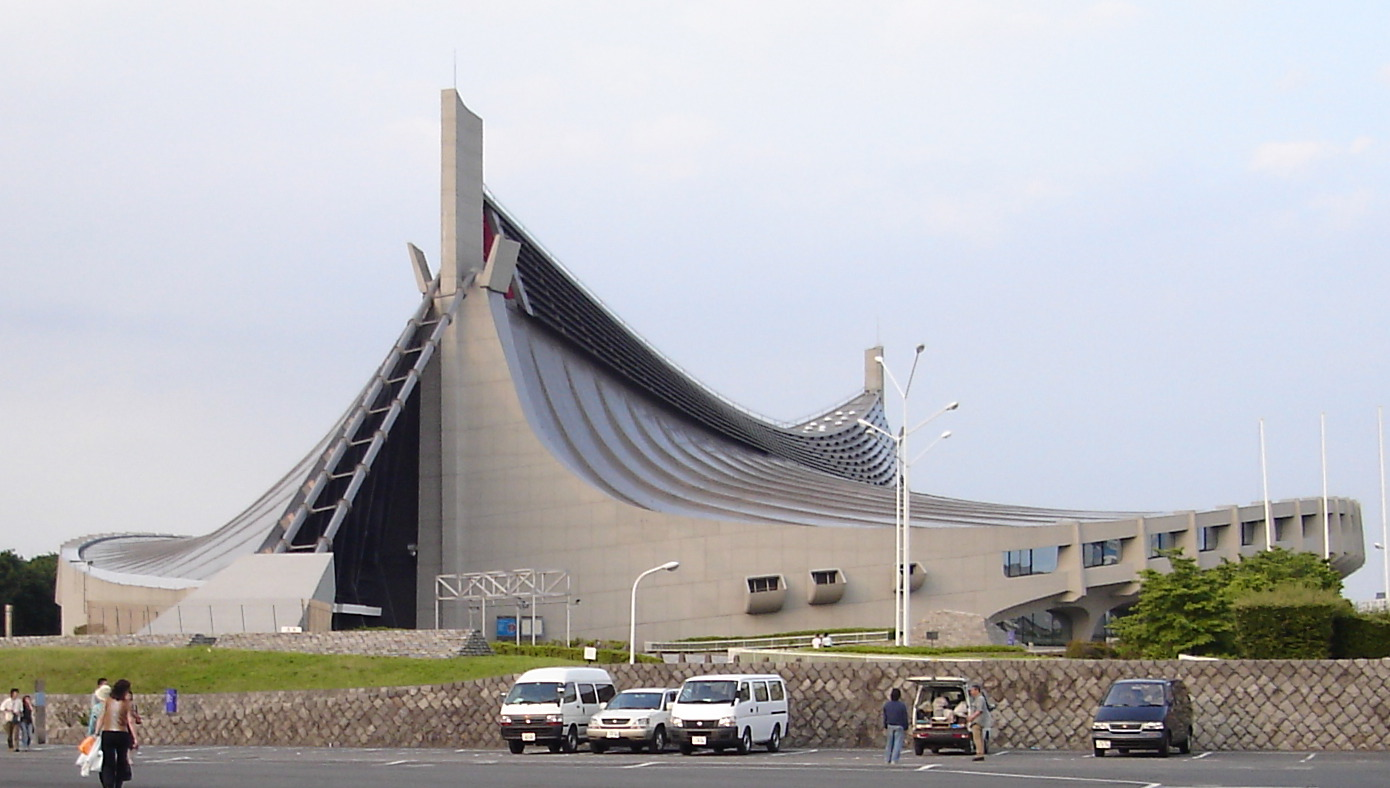
坪井の構造設計による国立屋内総合競技場（意匠設計は丹下健三）

坪井 善勝（つぼい よしかつ、1907年〈明治40年〉5月27日 - 1990年〈平成2年〉12月6日）は、日本の構造家。建築構造学者、構造デザイナー。東京都生まれ。東京大学名誉教授。

## 経歴
1929年、東京帝国大学工学部建築学科入学。1932年、東京帝国大学大学院入学。和歌山県営繕技師、九州帝国大学助教授を経て、1942年、東京帝国大学第二工学部建築学科教授。1949年から1968年まで、東京大学生産技術研究所第5部教授。田治見宏、青木繁、若林實、川口衞らを育てる。1950年代後半からは小野薫の病により日本大学理工学部と小野の兼務先である東北大学工学部教授も兼任した。兼任先では川股重也、斎藤公男、今川憲英、中田捷夫らを育てる。1968年、東京大学退官後は同校名誉教授、日本大学教授、早稲田大学客員教授、足利工業大学顧問教授。1974年には清水建設技術顧問、また国際シェル・空間構造学会会長・名誉会員、建築工学研究会理事長となり、1980年に株式会社坪井善勝研究室を設立。
シェル構造研究の第一人者であり、構造デザイナーとしても優れた作品を残す。国立屋内総合競技場、東京カテドラル聖マリア大聖堂、愛媛県民館、万博お祭り広場などの丹下健三の作品は坪井の構造設計に負うところが大きい。著書に連続体力学序説（産業図書 ISBN 978-4-7828-6004-5）など多数。死後、その功績を記念し、国際シェル・空間構造学会によって坪井賞が設けられた。

## 受賞
- 1941年　日本建築学会賞学術賞
- 1954年　日本建築学会賞作品賞
- 1965年　日本建築学会賞特別賞、文部大臣賞
- 1976年　科学技術庁長官賞
- 1976年　日本建築学会賞大賞、エドゥアルド・トロハ賞
- 1978年　勲二等瑞宝章
- 1987年　日本学士院賞

## 主な仕事

### 意匠・構造設計作品
| 名称         | 年                 | 所在地         | 状態     | 備考                                        |
| ------------ | ------------------ | -------------- | -------- | ------------------------------------------- |
| 下関市体育館 | 1963年（昭和38年） | 山口県下関市   | 現存せず | 2024年（令和6年）市総合体育館建設のため解体 |
| 弓張岳展望台 | 1965年（昭和40年） | 長崎県佐世保市 |          |                                             |

### 構造設計作品
| 名称                               | 年                 | 所在地         | 意匠設計                 | 状態     |
| ---------------------------------- | ------------------ | -------------- | ------------------------ | -------- |
| 九州帝国大学工学部航空学教室       | 1939年（昭和14年） | 福岡市西区     | 島岡春三郎               | 現存せず |
| 愛媛県民館                         | 1953年（昭和28年） | 愛媛県松山市   | 丹下健三                 | 現存せず |
| 広島子供の家                       | 1953年（昭和28年） | 広島県広島市   | 丹下健三                 | 現存せず |
| 駿府会館                           | 1957年（昭和32年） | 静岡県静岡市   | 丹下健三                 | 現存せず |
| 香川県庁舎                         | 1958年（昭和33年） | 香川県高松市   | 丹下健三                 |          |
| 今治市庁舎・公会堂                 | 1958年（昭和33年） | 愛媛県今治市   | 丹下健三                 |          |
| 倉敷市庁舎                         | 1959年（昭和34年） | 岡山県倉敷市   | 丹下健三                 |          |
| 東京国際貿易センター               | 1959年（昭和34年） | 東京都中央区   | 村田政真                 | 現存せず |
| 尾崎記念会館                       | 1959年（昭和34年） | 東京都千代田区 | 海老原一郎               |          |
| 新世界ビルディング                 | 1959年（昭和34年） | 東京都台東区   | 海老原一郎建築設計事務所 | 現存せず |
| 大日本インキ工場                   | 1960年（昭和35年） | 東京都板橋区   | 海老原一郎               |          |
| 戸塚カントリー倶楽部・クラブハウス | 1961年（昭和36年） | 神奈川県横浜市 | 丹下健三                 | 現存せず |
| コクヨ東京支店                     | 1961年（昭和36年） | 東京都         | 丹下健三                 | 現存せず |
| 日南市文化センター                 | 1962年（昭和38年） | 宮崎県日南市   | 丹下健三                 |          |
| 国立屋内総合競技場                 | 1964年（昭和39年） | 東京都渋谷区   | 丹下健三                 |          |
| 東京カテドラル聖マリア大聖堂       | 1964年（昭和39年） | 東京都文京区   | 丹下健三                 |          |
| 電通旧本社ビル                     | 1967年（昭和42年） | 東京都中央区   | 丹下健三                 |          |
| 大石寺                             | 1969年（昭和44年） | 静岡県富士宮市 | 横山公男                 | 現存せず |
| 大阪万博お祭り広場                 | 1970年（昭和45年） | 大阪府吹田市   | 丹下健三                 | 現存せず |
| 静岡新聞・静岡放送本社             | 1970年（昭和45年） | 静岡市駿河区   | 丹下健三                 |          |
| 神慈秀明会神殿・教祖殿             | 1983年（昭和58年） | 滋賀県甲賀市   | ミノル・ヤマサキ         |          |
| 神慈秀明会カリヨン塔               | 1990年（平成2年）  | 滋賀県甲賀市   | イオ・ミン・ペイ         |          |

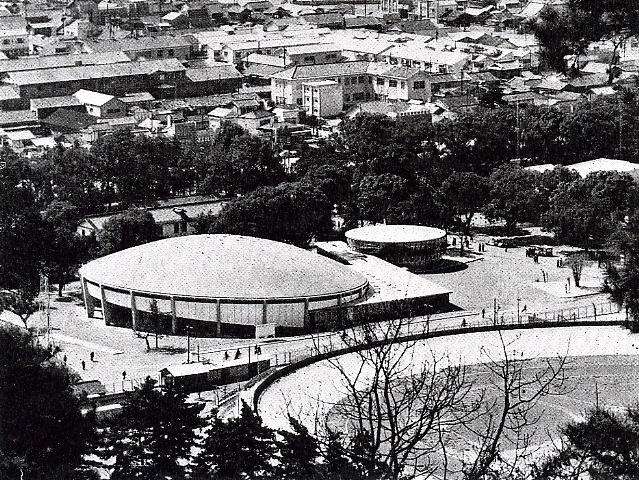
愛媛県民館（現存せず）
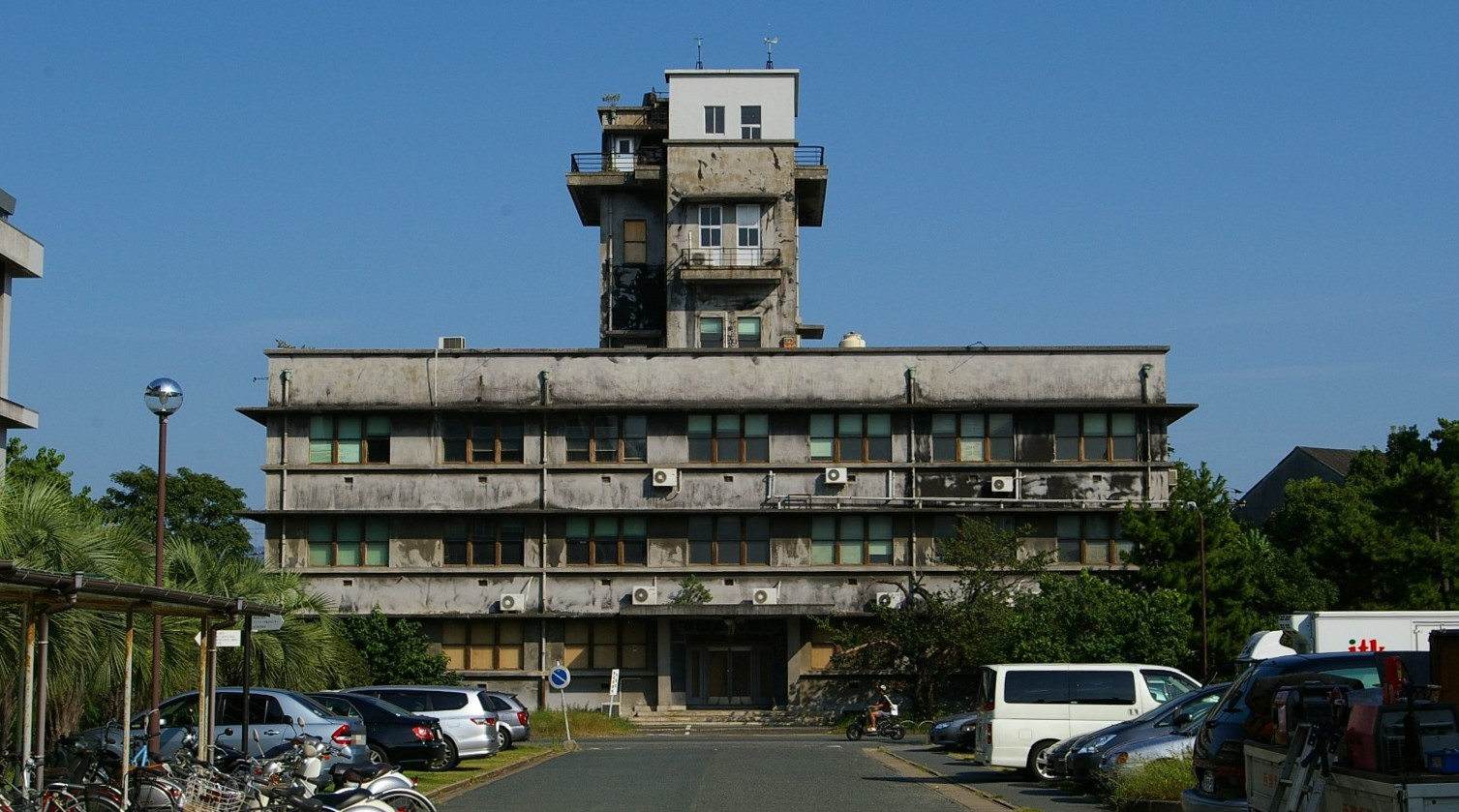
九州帝国大学工学部航空学教室（現存せず）